# Sloupno, Havlíčkův Brod
Sloupno là một làng thuộc huyện Havlíčkův Brod, vùng Vysočina, Cộng hòa Séc.